# Zsurcse
Zsurcse (macedónul: Журче) település Észak-Macedóniában, a Pelagonijai körzet Demir Hiszar-i járásában.

## Népesség
| Lakosok száma | 739  | 766  | 704  | 595  | 527  | 336  | 285  | 255  | 150  |
|               | 1948 | 1953 | 1961 | 1971 | 1981 | 1991 | 1994 | 2002 | 2021 |

2002-ben 255 lakosa volt, akik közül 254 macedón és 1 vlach.